# Nationalversammlung von Suriname
Die Nationalversammlung von Suriname (De Nationale Assemblée, Abk. DNA) ist das Parlament von Suriname. Suriname hat ein Einkammersystem.
Das Parlament besteht aus 51 Mandatsträgern. Die wahlberechtigten Bürger bestimmen in der Regel alle fünf Jahre in allgemeinen, freien und geheimen Wahlen die Besetzung der Kammer.
Die DNA hat nach den Artikeln 71 bis 74 des Grundgesetzes u. a. gesetzgebende, die Regierung kontrollierende als auch organisatorische Funktionen.
Neben der DNA kennt Suriname noch die Vereinigte Volksversammlung (Verenigde Volksvergadering, VVV). Dieses Staatsorgan besteht aus den Abgeordneten der DNA sowie den Distrikts- und den Ressorträten. Es tritt zusammen, wenn einer der Präsidentschafts- oder Vize-Präsidentschafts-Kandidaten bei der Abstimmung in der DNA keine Zwei-Drittel-Mehrheit erhält. Die Wahl erfolgt dann durch die VVV mit einfacher Mehrheit. Außerdem besteht in einigen besonderen Fällen die Möglichkeit der Einberufung, wenn eine Zweidrittelmehrheit der DNA dies beschließt.

## Geschichte
Die erste Volksvertretung in Suriname wurde in der niederländischen Kolonialzeit ab 1866 durch die Koloniale Staten gebildet. Sie bestand aus 13 Mitgliedern, neun gewählten und vier durch den Gouverneur ernannten Abgeordneten.
1936 wurde der Name in Staten van Suriname geändert. Die Anzahl der Mitglieder wurde auf 15 erhöht, zehn durch stimmberechtigte Bürger gewählte und fünf durch den Gouverneur ernannte.
Das Allgemeine Wahlrecht, auch für Frauen, wurde 1948 eingeführt und die Abgeordnetenzahl erhöhte sich auf 21. Gleichzeitig wurde das Amt des Premierministers eingeführt, so dass die Kolonie nicht mehr nur durch die seit 1668 eingesetzten niederländischen Gouverneure regiert wurde, sondern ab 1949 durch in der Regel vom Wahlergebnis abgeleitete lokale Politiker.
Als Suriname am 25. November 1975 eine unabhängige Republik wurde, erhielt die Volksvertretung den Namen Parlement van de Republiek Suriname. Durch den Staatsstreich von Teilen des Militärs am 25. Februar 1980 wurde das Parlament aufgelöst.
Ab 1985 wurde es durch ein ernanntes Assemblée ersetzt. De Nationale Assemblée in der heutigen Form entstand 1987 bei der Rückkehr zu demokratischen Wahlen durch das neue verabschiedete Grundgesetz. Hierin wurden auch die Aufgaben und Zuständigkeiten der drei volksvertretenden Organe, die DNA, die Ressorträte mit 712 und die Distrikträte mit 104 Vertretern festgelegt. Am 25. November 1987 fanden dann zum ersten Mal nach dem Putsch wieder Parlamentswahlen statt. Weitere Wahlen zur DNA erfolgten 1991, 1996, 2000, am 25. Mai 2005, 25. Mai 2010, 25. Mai 2015, 25. Mai 2020 und 25. Mai 2025.

## Parlamentsgebäude

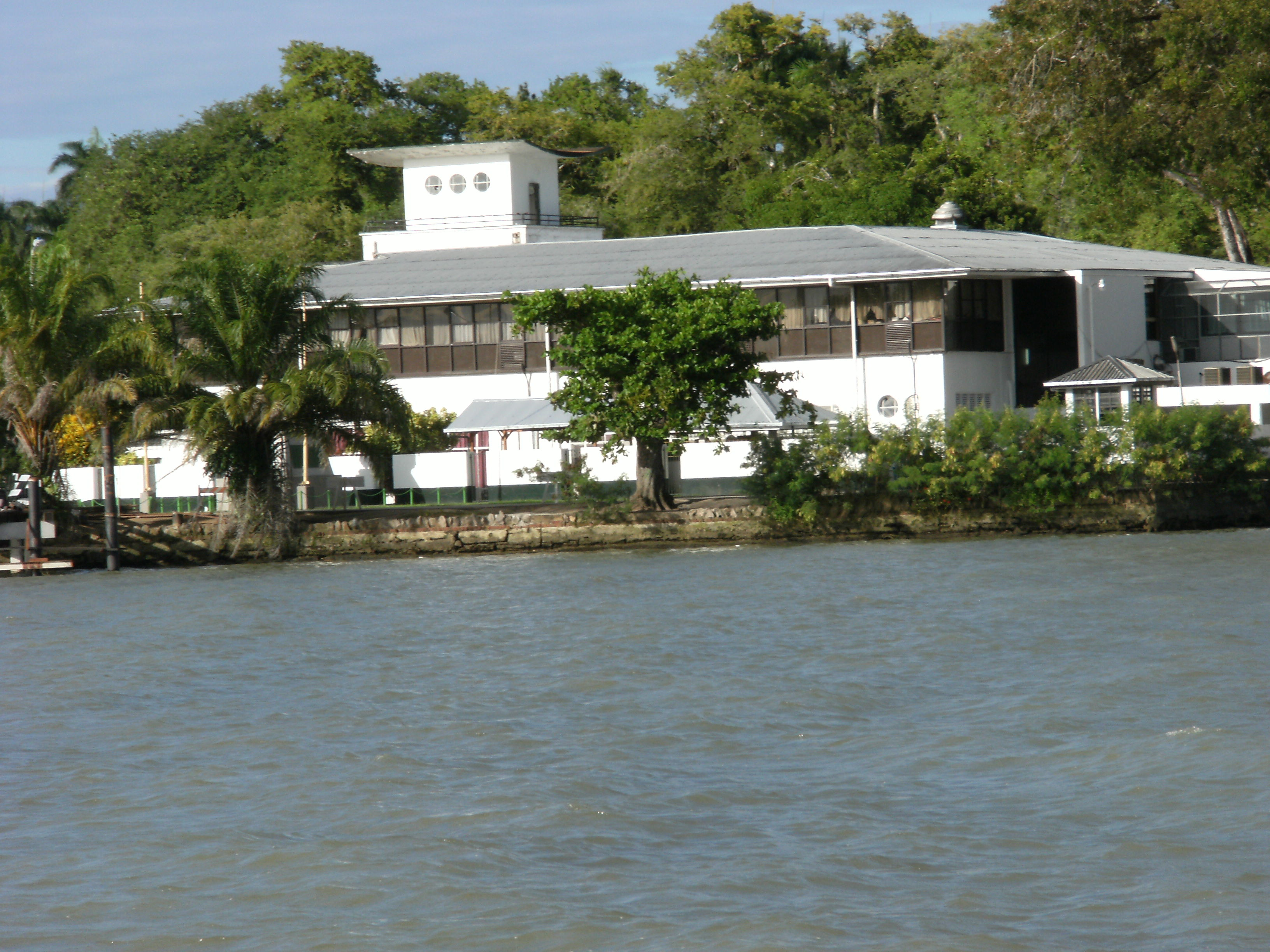
Das Parlamentsgebäude vom Fluss aus

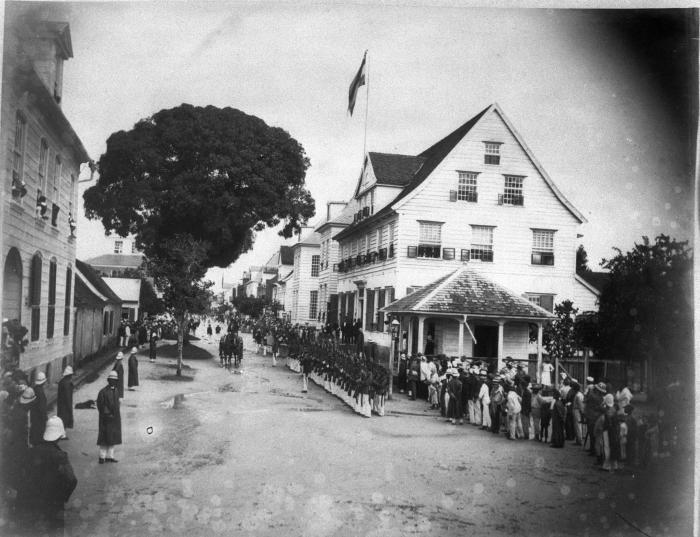
Rechts das im Jahre 1996 abgebrannte Parlamentsgebäude an der Gravenstraat im Jahre 1884

Das Parlament tagt im ehemaligen Sozietätsgebäude Het Park am Unabhängigkeitsplatz in Paramaribo. Der Umzug wurde erforderlich, nachdem am 1. August 1996 ein Brand den alten Sitz der Volksvertretung (Statengebouw), ein Anfang des  18. Jahrhunderts errichtetes historisches Gebäude an der Gravenstraat 2 - 4, total verwüstet hatte.
Nach 26 Jahren wurde das rekonstruierte Gebäude am 20. Januar 2023 wieder in Gebrauch genommen. Die öffentlichen Sitzungen finden nach wie vor im Altbau statt, da noch ein Sitzungssaal gebaut werden muss.

## Vorsitzende seit 1975
Emile Wijntuin war ab Dezember 1973 Vorsitzender der Staten van Suriname und blieb es nach der Unabhängigkeit von Suriname, bis zur Auflösung des Parlaments 1980.
Nach den Wahlen von 1987 wurde Jagernath  Lachmon von der Vooruitstrevende Hervormings Partij (VHP) (Fortschrittliche Erneuerungs-Partei) Vorsitzender der DNA, diese Funktion hatte er bereits zweimal während der Zeit der Staten van Suriname bekleidet.
Am 10. Oktober 1996 wurde Marijke Djawalapersad von der Basispartei für Erneuerung und Demokratie (BVD), einer Absplitterung der VHP, zur Vorsitzenden gewählt. Sie war hiermit die erste Frau in der surinamischen Geschichte, die Vorsitzende des Parlaments wurde. Djawalapersad wurde am 24. Juli 2000 wiederum im Amt durch Jagernath  Lachmon abgelöst, der dies bis zu seinem Tod im Oktober 2001 ausübte. Als Nachfolger wurde sein Parteigenosse Ramdien Sardjoe gewählt.
Nach den Parlamentswahlen von 2005 trat am 30. Juni 2005 die DNA zum ersten Mal zusammen. Hierbei wurden Paul Somohardjo von der Pertjajah Luhur und Caprino Allendy von der A Combinatie,  beides Parteien, die der Regierungskoalition angehören, mit jeweils 29 Stimmen zum Vorsitzenden- bzw. Vize-Vorsitzenden der DNA gewählt.
In der ersten Sitzung der DNA, am 30. Juni 2010, nach den Parlamentswahlen vom 25. Mai 2010 wurde mit 26 Stimmen  Jennifer Simons (kurz: Jenny Simons) von der Nationale Democratische Partij (NDP) zur Vorsitzenden und mit 25 Stimmen die politische Gegnerin Ruth Wijdenbosch von der Nationale Partij Suriname (NPS) zur Vize-Vorsitzenden der DNA gewählt.
Am 30. Juni 2015 fand die erste Sitzung der DNA nach den Parlamentswahlen vom 25. Mai 2015 statt. Hierbei wurde Jenny Simons mit 33 Stimmen zu einer zweiten Amtsperiode als Vorsitzende des Parlaments gewählt. Zum Vize-Vorsitzenden wurde mit 32 Stimmen und Melvin Bouva diesmal ebenfalls ein Vertreter der NDP gewählt. Auf die beiden Gegenkandidaten der Opposition, Krishna Husainali-Mathoera und Marinus Bee, entfielen 18 bzw. 19 Stimmen.
Nach den Parlamentswahlen vom 20. Mai 2020 fand am 29. Juni 2020 die erste Sitzung der DNA statt. Bei dieser Sitzung wurden ohne Gegenkandidaten Ronnie Brunswijk (ABOP) zum Parlamentsvorsitzenden und Dew Sharman (VHP) zum Vize-Vorsitzenden gewählt.
Nachdem Ronnie Brunswijk vom 29. Juni 2020 bis zu seiner Wahl zum Vizepräsidenten von Suriname am 13. Juli 2020 Parlamentsvorsitzender der Nationalversammlung von Suriname war, wurde am 14. Juli 2020 Marinus Bee ohne Gegenkandidat per Akklamation zum Nachfolger von Brunswijk als Vorsitzender des Parlaments gewählt und vereidigt.
Nach der Parlamentswahl vom 25. Mai 2025 fand die erste Sitzung mit der Vereidigung der Abgeordneten am 29. Juni 2025 staat. Anschließend erfolgte die Wahl des Vorsitzenden und dessen Vertreter staat. Hierbei wurde als Präsident, Vorsitzenden des Abgeordnetenhauses durch die Vorsitzende der NDP Jennifer Simons, als Fraktion mit den meisten Abgeordneten, Ashwin Adhin (NDP) vorgetragen. Er erhielt mit 34 Stimmen die erforderliche Mehrheid. Sein Gegenkandidat Dew Sharman von der VHP erhielt 16 Stimmen. Als Vizevorsitzender, ohne Gegenkandidat wurde Ronnie Brunswijk (ABOP) per Akklamation gewählt.